# Myrosławl
Myrosławl (ukr. Мирославль, hist. pol. Mirosław) – wieś na Ukrainie, w obwodzie żytomierskim, w rejonie zwiahelskim, w hromadzie Baranówka. W 2001 liczyła 506 mieszkańców, spośród których 498 wskazało jako ojczysty język ukraiński, 4 rosyjski, 2 mołdawski, a 2 białoruski.
W pobliżu znajduje się przystanek kolejowy Myrosławl, położony na linii Zwiahel – Szepetówka.